# Conotrachelus quadripustulatus
Conotrachelus quadripustulatus – gatunek chrząszcza z rodziny ryjkowcowatych.

## Zasięg występowania
Ameryka Południowa i Północna, występuje w Peru oraz w Ameryce Środkowej.

## Budowa ciała
Przednia krawędź pokryw znacznie szersza od przedplecza. Na ich powierzchni liczne podłużne, wysokie, listewkowate garbki. Przedplecze okrągłe w zarysie, nieco wydłużone.
Ubarwienie ciała brązowe z podwójnymi żółtymi plamami przy przedniej krawędzi pokryw, oraz w ich tylnej części, na udach wszystkich par  odnóży, a także podłużnymi żółtymi pręgami po bokach przedplecza.